# BCN Mes
BCN MES es un diario mensual dedicado a Barcelona y a su cultura. Los artículos, críticas, recomendaciones y una lista de eventos son escritas por un equipo de profesionales internacionales en inglés, castellano y catalán. El contenido está escrito en un idioma u otro dependiendo de la lengua preferente del autor o colaborador. El diario también cuenta con aportaciones visuales de ilustradores, fotógrafos i diseñadores locales. 
BCN Mes cuenta también con contenido en línea aparte del mismo diario. La creación de la web ha sido una manera de interactuar más fácilmente con los ciudadanos, para recibir actualizaciones de eventos con más rapidez y la plataforma de opinión también permite al usuario expresar sus ideas, quejas o sumergimientos. Mientras que su estilo es en cierto modo relajado e irreverente, también se preocupa por temáticas del día a día en Barcelona. Por ejemplo, la construcción de una nueva línea de tren de larga distancia, aspectos más culturales como la creación del primer centro multicultural y organización no gubernamental dedicada a las artes llamado Gràcia Arts Project, conectando así con los amantes del arte tanto locales como extranjeros. 

## Contenido
BCN MES contiene 24 páginas, con diferentes apartados de crítica, columnas y un listing de eventos de todo tipo que tienen lugar en los diferentes barrios de Barcelona. La sección de shortlist contiene 5 críticas de restaurantes, bares y tiendas locales. Las columnas de opinión están relacionadas con temas de política, ficción, poesía, delincuencia, lengua, cultura y excursiones urbanas. La parte de los listings cubre principalmente los eventos más destacados durante el mes como conciertos, obras de teatro, exposiciones, inauguraciones, festivales, películas, mercados, eventos especiales y conferencias. Por otra parte la sección Arroz Negro es una propuesta que motiva la creatividad de escritores locales a expresar palabras llenas de originalidad y talento. Cada mes, la edición del diario, contiene una ilustración en la portada que representa la temática principal que seguirá el diario ese mes.

## Repartimiento y distribución
BCN MES cuenta actualmente con la distribución de 15.000 diarios repartidos n un total de 500 establecimientos dentro de Barcelona. Estos puntos de distribución incluyen bares, tiendas, restaurantes, galerías de arte, cines, discotecas y clubes escuelas, hostales y centros cívicos.

## Funcionamiento
BCN MES es un diario independiente que se imprime 11 veces por año (a excepción de agosto). BCN MES se reparte en Barcelona por las áreas de Gracia, Ensanche, El Raval, San Antonio, La Ribera, Pueblo Seco, Barrio Gótico, El Borne, La Barceloneta y Pueblo Nuevo.

## Colaboraciones
BCN MES ha tenido colaboraciones de Radio Nacional de España, La Asociación  de Djs contra el Hambre, La Asociación de Prensa Gratuita y Medios Digitales, Scannerfm, Mondosonoro, la Sala Apolo, Barcelona Rocks, Forfree.cat i Goorilo.